# Jaime Lazcano
Jaime Lazcano est un footballeur international espagnol né le 30 décembre 1909 à Pampelune et mort le 1er juin 1983. Évoluant au poste d'attaquant, il joue la majorité de sa carrière au Real Madrid, avant de rejoindre l'Atlético Madrid et de prendre sa retraite en 1936.
Il est principalement connu pour avoir inscrit le premier but, mais aussi le premier triplé et le premier quadruplé de l'histoire de la Liga, lors d'un match opposant le Real Madrid au CE Europa, remporté 5 buts à 0, le 10 février 1929. 
Il compte cinq sélections pour un but inscrit en sélection nationale.

## Biographie
Formé à l'Osasuna Pampelune (ville dont il est originaire), il s'engage à 18 ans au Real. C'est lui qui inscrit le tout premier but du Real Madrid en Liga le 10 février 1929.
Au total, il joue 147 matchs avec le Real et marque 79 buts dont 37 en Liga pour 81 matchs joués dans cette compétition.

## Palmarès
Jaime Lazcano remporte avec le Real Madrid le championnat d'Espagne en 1932 et 1933 et la Coupe d'Espagne en 1934.